# Pro Evolution Soccer 2018
Pro Evolution Soccer 2018 (сокр. PES 2018, япон. ワールドサッカー ウイニングイレブン 2018) — видеоигра в жанре футбольного симулятора из серии Pro Evolution Soccer от японской компании Konami, игра является восемнадцатой в данной серии игр. Официально игра была анонсирована 17 мая 2017 года. Продюсером игры является Адам Бхатти. Комментаторами игры являются Джим Беглин и Питер Друри. Слоган новой Pro Evolution Soccer 2018 — «Where Legends Are Made», что в переводе на русский означает «Где воспитывают легендарных игроков»
Игра вышла 14 сентября 2017 года на платформах Windows, PlayStation 4, Xbox One, PlayStation 3, Xbox 360.

## Нововведения
В своём официальном Твиттере Адам Бхатти сообщил, что в новой PES 2018 будет много изменений.
- Легендарный мастер-класс по игре — стратегический дриблинг, функция реалистичного прикосновения Real Touch+ и многое другое
- Обновленный дизайн — новые меню и реалистичные изображения игроков
- Интеграция PES League — соревнуйтесь в PES League в новых режимах, включая myClub
- Сетевая совместная игра — теперь можно играть два на два, или три на три
- Случайный подбор матча — любимая функция поклонников снова в игре с рядом нововведений и возможностей, как было в Pro Evolution Soccer 2006
- Улучшение Master League — новые предсезонные турниры, улучшенная система трансферов, графика и возможности
- Улучшенная визуальная реальность — новое освещение, переработанные модели игроков и анимации, от реалистичных выражений лица до движений тела.

## Системные требования наPC
Минимальные системные требования Pro Evolution Soccer 2018
- Операционная система: Windows 7 / 8 / 10 (только 64-разрядные системы)
- Процессор: четырехъядерный Intel Core i5-3450 (3,1 ГГц) или лучше
- Оперативная память: 8 ГБ
- Видеокарта: GeForce GTX 650 с 2 ГБ памяти
- Версия DirectX: 11 и более
- Звуковая карта: DirectX 9.0c совместимая звуковая карта

Рекомендуемые системные требования Pro Evolution Soccer 2018
- Операционная система: Windows 7 / 8 / 10 (только 64-разрядные системы)
- Процессор: четырехъядерный Intel Core i7-3770 (3,4 ГГц) или лучше
- Оперативная память: 8 ГБ
- Видеокарта: GeForce GTX 660
- Версия DirectX: 11 и более
- Звуковая карта: DirectX 9.0c совместимая звуковая карта

## Отзывы
| Сводный рейтинг       | Сводный рейтинг                        |
| Агрегатор             | Оценка                                 |
| --------------------- | -------------------------------------- |
| GameRankings          | 82,39 %                                |
| Metacritic            | (PC) 81/100 (PS4) 83/100 (XONE) 82/100 |
| Иноязычные издания    |                                        |
| Издание               | Оценка                                 |
| Famitsu               | 35/40                                  |
| Game Informer         | 8,75/10                                |
| GameSpot              | 8/10                                   |
| GamesRadar+           | [ 9 ]                                  |
| IGN                   | 9,2/10                                 |
| VideoGamer            | 8/10                                   |
| Fortress of Solitude  | 7,5/10                                 |
| Русскоязычные издания |                                        |
| Издание               | Оценка                                 |
| «Игры Mail.ru»        | 8/10                                   |

Игра получила положительные отзывы от критиков.